# Agence française de lutte contre le dopage
 (septembre 2021).
Si vous disposez d'ouvrages ou d'articles de référence ou si vous connaissez des sites web de qualité traitant du thème abordé ici, merci de compléter l'article en donnant les références utiles à sa vérifiabilité et en les liant à la section « Notes et références ».
L’Agence française de lutte contre le dopage (AFLD) est une autorité publique indépendante française créée en 2006 pour définir et mettre en œuvre au niveau national les actions de lutte contre le dopage. Elle est née de la fusion du Conseil de Prévention et de Lutte contre le Dopage (CPLD), créé en 1999, et du Laboratoire National de Dépistage du Dopage (LNDD), ouvert en 1966. En tant qu’organisation nationale antidopage (ONAD), l’AFLD coopère avec l'Agence mondiale antidopage (AMA) et avec les autres organisations signataires du Code mondial antidopage comme les fédérations sportives internationales.

## Missions

### Contrôles antidopage
L’AFLD définit un programme annuel de contrôles fondé sur une évaluation des risques de dopage par discipline (exigences physiologiques, niveau de rémunérations potentielles, agenda des compétitions, historique du dopage…) qu’elle met ensuite en œuvre sur le territoire français pendant les compétitions sportives mais aussi en dehors des périodes de compétition, à l’entraînement ou au domicile des sportifs.
En compétition, elle intervient sur les épreuves nationales (championnats et coupes de France, championnats de sports collectifs comme la Ligue 1 ou le Top 14…) et peut également opérer sur les épreuves internationales organisées en France (Tour de France cycliste, Tournoi de tennis de Roland-Garros, championnats du monde…) en coordination et avec l’accord de l’Agence mondiale antidopage ou de la fédération internationale responsable.
L’AFLD réalise aussi des contrôles en France pour le compte de l’Agence de contrôle internationale (International Testing Agency), des fédérations sportives internationales ou encore des autres organisations nationales antidopage. L'Agence peut également exercer ses missions de contrôle à l'étranger, sur des sportifs de nationalité française ou sur des sportifs d’une autre nationalité quand ils sont licenciés auprès d’une fédération sportive agréée par le ministère chargé des Sports. L’Agence est également compétente pour les contrôles antidopage d’animaux réalisés lors de compétitions équestres, canines.
Pour réaliser ses contrôles, l’AFLD s’appuie sur un réseau d’environ 150 préleveurs agréés, aussi appelés agents de contrôle du dopage (ACD).

### Analyses
L’AFLD fait réaliser l'analyse des prélèvements effectués lors des contrôles par un laboratoire accrédité par l’Agence mondiale antidopage. En France, le seul laboratoire accrédité est le Laboratoire AntiDopage Français (LADF) installé au sein de l'Université Paris-Saclay. La loi permet toutefois à l’Agence de s’appuyer sur des laboratoires tiers, comme c’est d’ailleurs le cas en matière d’analyses sur des prélèvements réalisés sur des chevaux lors de compétitions équestres.
En 2023, l'AFLD a fait analyser plus de 12 000 échantillons par le LADF contre 10 000 en 2022.

### Pouvoir disciplinaire
En cas de contrôle positif à une substance ou à une méthode interdite ou de violation présumée de l’une ou plusieurs autres règles antidopage, l’AFLD assure la gestion des résultats et exerce un pouvoir disciplinaire. Le collège de l’Agence est alors chargé de statuer sur l’opportunité d’engager des poursuites disciplinaires. Dans ce cadre, la personne poursuivie peut accepter de reconnaître la violation et en accepter les conséquences, sans examen de son dossier par la commission des sanctions de l’AFLD. À défaut, cette commission, qui est distincte et indépendante du collège, est compétente pour prononcer d’éventuelles sanctions disciplinaires.

### Autorisations d’usage à des fins thérapeutiques
Le sportif de niveau national ou international dont l’état de santé requiert l’utilisation d’une substance ou d’une méthode interdite pour participer à une manifestation sportive nationale doit adresser préalablement à l’Agence une demande d’autorisation d’usage à des fins thérapeutiques (AUT). La demande d’AUT est examinée par un comité d’experts selon les principaux critères suivants :
- Existence d’un préjudice de santé significatif pour le sportif si la substance ou la méthode interdite n’était pas administrée ;
- Faible probabilité que l’usage thérapeutique de la substance produise une amélioration de la performance au-delà de celle attribuable au retour à l’état de santé normal du sportif ;
- Absence d’alternative thérapeutique autorisée.

Une AUT délivrée par l’AFLD n’est valable qu’au niveau national. Pour les sportifs participant à une manifestation internationale, l’AUT ne sera valable que si elle est reconnue par la fédération internationale ou l’organisateur responsable de la manifestation.

### Groupe cible
En tant qu’organisation nationale antidopage, l’AFLD constitue un « groupe cible » (Registered Testing Pool en anglais) de sportifs de haut niveau français ou licenciés en France en fonction de leurs risques d’exposition au dopage. Désignés pour une durée d’un an, les membres du groupe cible doivent renseigner à chaque trimestre des éléments de leur localisation quotidienne pour les 3 prochains mois (adresse de l’hébergement de nuit, créneau disponible d’une heure entre 5h et 23h, adresse et horaires d’entraînement ou de travail, calendrier de compétitions) pour permettre la réalisation de contrôles hors compétition. Tout changement de localisation doit être effectué au plus tard par le sportif avant le début du créneau horaire déclaré pour le jour en question. L’Agence contrôle les informations renseignées par les sportifs afin de constater d’éventuels manquements à leurs obligations de localisation. En cas de 3 manquements constatés en 12 mois, le sportif est passible de sanctions administratives.
Le groupe cible de l’AFLD concerne environ 300 sportifs. Les fédérations sportives internationales peuvent aussi définir leur groupe cible. Les sportifs concernés sont alors souvent retirés du groupe cible des organisations nationales antidopage pour ne pas créer de collision entre les deux programmes de contrôle.

### Enquêtes
L’AFLD effectue des enquêtes et recueille des renseignements afin de procéder à des contrôles ciblés et de rechercher, ou constater, des violations des règles antidopage qui ne relèvent pas d’un résultat d’analyse anormal (administration ou trafic de produits dopants, falsification d’un contrôle, menace pour décourager des signalements de dopage…). Un département chargé spécifiquement des enquêtes et du renseignement a vu le jour en 2019.

### Éducation
Aux fins de planification, de mise en œuvre, d'évaluation et de promotion de l'éducation contre le dopage, l’Agence définit, en lien avec l'Agence mondiale antidopage, un plan d'éducation comportant un programme annuel pour les sportifs, en particulier ceux de niveau national et international, et leur personnel d’encadrement (entraîneurs, médecins…). Les actions engagées dans le cadre du programme d'éducation sont dispensées par des éducateurs agréés par l'Agence.
Les actions d’éducation et de prévention menées par l’AFLD s’articulent au niveau national avec le Plan national de prévention du dopage et des conduites dopantes mis en œuvre par le ministère chargé des Sports.
Un département spécifiquement dédié à la communication et à la prévention a été créé au sein de l’AFLD en 2018.

### Recherche
L’Agence met en œuvre des actions de recherche en matière de lutte contre le dopage. Elle est assistée d’un comité d’orientation scientifique, composé de neuf scientifiques français de haut niveau, désignés par le président de l’Agence. Le département des analyses assure lui-même des actions de recherche en son sein, qui seront soumises à ce comité. Celui-ci pourra également examiner des projets proposés par d’autres laboratoires dans le domaine spécifique du dopage, les valider et éventuellement les promouvoir auprès de grands laboratoires de recherche ou d’organismes nationaux ou internationaux susceptibles de contribuer à leur financement (notamment l’Agence mondiale antidopage ou la Commission européenne). Cette dimension de l’action de l’Agence est naturellement essentielle pour mettre en évidence des produits et procédés dopants aujourd’hui non recherchés car connus des seuls tricheurs pour améliorer les techniques de détection des substances interdites ou encore pour analyser les effets des produits dopants sur la santé et sur la performance ou les questions sociologiques relatives à la lutte contre le dopage.

### Suivi des obligations des fédérations en matière de lutte contre le dopage
L’Agence veille au respect par les fédérations sportives nationales de leurs obligations en matière de lutte contre le dopage (action d’éducation, effectivité des sanctions, signalement à l’AFLD des manquements aux règles antidopage…). Elle peut lancer des audits pour évaluer les moyens mis en œuvre par les fédérations pour assurer le respect de ces obligations.

## Législation

### La loi «Buffet» de 1999
Le Conseil de prévention et de lutte contre le dopage (CPLD) est créé par la loi no 99–223 du 23 mars 1999 relative à la protection de la santé des sportifs et à la lutte contre le dopage (article 14).

### La loi «Lamour» de 2006
De simple « Autorité administrative indépendante », le CPLD devient, par la loi no 2006-405 dite loi « Lamour » (votée le 5 avril 2006, et publiée le 6 avril), une « Autorité publique indépendante » et change de nom pour devenir l'Agence française de lutte contre le dopage (AFLD). Le Laboratoire national de dépistage du dopage (LNDD), créée en 1966, devient le département des analyses de l'AFLD.
L'Agence française de lutte contre le dopage est désormais soumise au chapitre 2 du titre III du livre II du code du sport.
Son organe principal est le collège composé de neuf personnalités, auxquelles peut s'adjoindre un vétérinaire pour les questions touchant le dopage animal.
La responsabilité et l’organisation des contrôles antidopage lui sont transférées du ministère chargé des Sports. Autre compétence nouvelle, l’AFLD doit désigner un « groupe cible » de sportifs relevant du programme de contrôles individualisés. Ces sportifs sont soumis à des obligations de localisation pendant leurs périodes d’entraînement pour faciliter la réalisation de contrôles hors compétition.

### L’ordonnance du 14 avril 2010
L’harmonisation avec le Code mondial antidopage révisé en 2007 conduit à élargir la période de contrôle des sportifs appartenant au groupe cible de l’Agence. Ils sont désormais contrôlés toute l’année et non plus seulement durant les compétitions ou la période d’entrainement.
Autre prérogative nouvelle, l’AFLD peut demander des contrôles additionnels pendant les compétitions internationales. Sur le plan répressif, l’Agence peut désormais assortir la sanction sportive d’une annulation des résultats et la compléter par une sanction pécuniaire.

### L’ordonnance du 30 septembre 2015
Transposant la version 2015 du Code mondial antidopage, l’ordonnance élargit notamment les possibilités de contrôles en ajoutant l’éventualité de contrôler le sportif entre 6 heures et 23 heures, « dans tout lieu, y compris le domicile du sportif, (…) dans le respect de sa vie privée et de son intimité ».
L’ordonnance instaure également une nouvelle violation aux règles antidopage : l’association interdite. Il est désormais interdit à tout sportif de recourir, dans le cadre de son activité sportive, aux services ou aux conseils d’une personne qui a fait l’objet d’une sanction pour non-respect des dispositions du code du sport en matière de dopage ou du code mondial antidopage, ou d’une sanction prononcée par un ordre professionnel, ou encore d’une sanction pénale.

### L’ordonnance du 11 juillet 2018
L’ordonnance institue la séparation organique des fonctions de poursuites et de jugement au sein de l’Agence en créant une commission des sanctions. En cas de violation présumée des règles antidopage, le collège est chargé de statuer sur l’opportunité d’engager des poursuites disciplinaires tandis que la commission des sanctions statue ensuite sur les poursuites et prononce d’éventuelles sanctions.

### L'ordonnance du 19 décembre 2018
L’ordonnance réforme en profondeur la procédure disciplinaire pour se mettre en conformité avec le Code mondial antidopage. Le pouvoir disciplinaire des fédérations sportives nationales est transféré à la commission des sanctions de l’AFLD. L’ordonnance reconnaît aussi la compétence exclusive du Tribunal arbitral du sport (TAS) pour les affaires impliquant des sportifs de niveau international ou des faits commis à l’occasion de manifestations internationales. Dans les autres cas, c’est le Conseil d’État qui demeure compétent pour juger en appel les décisions de la commission des sanctions de l’AFLD.

### L’ordonnance du 21 avril 2021
L’ordonnance transpose en droit français les principes issus la version 2021 du Code mondial antidopage et renforce l’efficacité de la lutte contre le dopage.
Les pouvoirs d’enquête de l’AFLD sont élargis : possibilité de convocation de sportifs et de leur entourage, accès aux locaux professionnels et, avec l’autorisation d’un juge, aux domiciles privés en dehors des opérations de contrôle, utilisation d'identité d'emprunt sur Internet pour infiltrer et confondre les trafiquants de produits dopants…
L’ordonnance renforce également les droits et les devoirs de l’AFLD dans la diffusion des valeurs éthiques auprès des sportifs. L’Agence doit définir un plan d’éducation, nouer des partenariats avec les fédérations sportives nationales, former des éducateurs et animer leur réseau pour défendre des compétitions intègres.
L’ordonnance acte la séparation administrative entre l’AFLD et le laboratoire antidopage, son actuel département des analyses situé à Châtenay-Malabry et qui est rattaché depuis le 1er janvier 2022 à l'université Paris-Saclay. Le déménagement sur le plateau de Saclay a eu lieu en 2023.

## Organisation

### Gouvernance
Le collège de l’Agence est l’organe directeur de l’Agence. Il est présidé par le président de l’Agence. Le collège est composé de 9 membres, auxquels s’adjoint un spécialiste vétérinaire pour les affaires relatives au dopage animal.
Le collège exerce des fonctions disciplinaires puisqu’il est chargé de statuer sur l’opportunité d’engager des poursuites disciplinaires en cas de violation présumée des règles antidopage ou de valider les accords de composition administrative conclus entre un sportif et l’Agence qui a reconnu la violation des règles antidopage. Il fixe également les orientations de l’Agence en adoptant le programme annuel de contrôles ou le programme annuel d’éducation. Il adopte les principes décisions administratives et financières pour le fonctionnement de l’Agence (budget, règlement intérieur, etc.).

### La commission des sanctions
Indépendante du collège de l’Agence, la commission des sanctions a été créée en 2018 pour statuer sur les poursuites disciplinaires engagées par le collège et prononcer d’éventuelles sanctions contre les auteurs de violations des règles antidopage. Elle est composée de 12 membres et présidée depuis septembre 2024 par François Weil :
- Trois membres des juridictions administrative et judiciaire (Philippe Castel, conseiller doyen à la Cour de cassation, vice-président de la commission, Janine Drai, conseillère à la Cour de cassation et Hélène Vestur, conseillère d’État)
- Quatre personnalités compétentes dans les domaines de la pharmacologie, de la toxicologie et de la médecine du sport (Marie-Claude Guelfi, docteur en pharmacie, praticienne hospitalière, membre de l’Académie nationale de pharmacie, Patrick Mura, docteur en pharmacie, praticien hospitalier, membre de l’Académie nationale de pharmacie, Alain Pineau docteur en pharmacie, professeur des universités-praticien hospitalier, membre de l’Académie nationale de pharmacie, Nathalie Rives, docteur en médecine, professeure des universités-praticienne hospitalière, membre de l’Académie nationale de médecin,
- Deux personnalités qualifiées dans le domaine du sport (Philippe Missika, avocat et Emmanuelle Assmann, ancienne sportive de haut niveau et ancienne présidente du Comité paralympique et sportif français)
- Deux personnalités compétentes en médecine vétérinaire (Fabrice Gras et Jeanne Paumier)

### Le comité des sportifs
Lancé officiellement en 2019, le comité des sportifs vise à mieux intégrer les points de vue des sportifs, leurs besoins et leurs contraintes, dans la réalisation des missions de l’AFLD.
Le comité des sportifs de l’AFLD est composé de 11 membres (Ayodélé Ikuesan, David Smétanine, Jonathan Best, Gévrise Émane, Romain Girouille, Nantenin Keïta, Sandra Laoura, Marie Patouillet, Mathilde Pétriaux, Valentin Prades et Maxime Valet) qui ont été choisis pour leur expérience dans le sport de haut niveau ou professionnel, pour leur connaissance de l’environnement sportif national et international et pour leur engagement dans la lutte contre le dopage.

### Le comité d’orientation scientifique
Le comité d’orientation scientifique assiste notamment l’Agence dans l’élaboration de la stratégie de recherche de nouvelles méthodes de détection de produits dopants et émet des avis sur le financement des projets de recherche qui lui sont présentés. Présidé par Yves Le Bouc, responsable du Centre de référence des maladies endocrinienne, de la croissance et du développement à l’hôpital Armand-Trousseau, le comité est composé de onze membres (Franck Brocherie, Marc Francaux, Anita Greco, Martial Saugy, Fabien Ohl, Jean-Christophe Thalabard, Philippe Lenoir, Marie Bronnec, Jacques Mercier).

### Les services de l'AFLD
Les services de l’Agence comprennent le secrétariat général et cinq départements. Ils sont placés sous l’autorité d’un secrétaire général, désigné par le président de l’Agence. Il est assisté de deux secrétaires générales adjointes.
L’organisation de l’Agence repose sur quatre départements :
- le département des contrôles
- le département des affaires juridiques et institutionnelles
- le département des enquêtes et du renseignement
- le département de l’éducation et de la prévention

Entre 2006 et 2021, l'Agence comptait un département des analyses à la suite de l'intégration du laboratoire antidopage de Châtenay-Malabry.
Le secrétariat général assure les missions transverses de l’Agence (administration générale, systèmes d’information, communication, etc.).
En 2023, l’Agence emploie 49 agents issus de différents horizons (scientifiques, juristes, etc.).

### Le laboratoire antidopage
Le Laboratoire national de dépistage du dopage (LNDD) a été créé en 1966 par le décret d’application de la loi du 1er juin 1965 pour la répression de l'usage des stimulants à l'occasion des compétitions sportives, dite loi Herzog. Depuis 1989 il se trouve à Châtenay-Malabry (Hauts-de-Seine). Intégré à l'AFLD en tant que département des analyses de l'Agence entre 2006 et 2021, le laboratoire a été rattaché à l'Université Paris-Saclay à partir du 1er janvier 2022 sous la nouvelle dénomination de Laboratoire AntiDopage Français (LADF).
Jacques de Ceaurriz en a été le directeur de 1997 jusqu'à sa mort, en janvier 2010. Françoise Lasne, la scientifique à l’origine du 1er test urinaire de détection de l’EPO, lui a succédé jusqu’en 2015. Après Antoine Coquerel puis Michel Audran, il est dirigé depuis septembre 2019 par le Suédois Magnus Ericsson qui était à la tête du laboratoire antidopage de Stockholm depuis 2012.
Le cœur de l’activité du laboratoire consiste à analyser les échantillons adressés par l’AFLD et par les autres organisations antidopage. Le laboratoire dispose aussi d’une unité de gestion du passeport biologique qui évalue et interprète les données biologiques recueillies dans le cadre du passeport biologique de l’athlète (méthode indirecte de dépistage du dopage). En 2020, 9 676 échantillons ont été réceptionnés par le laboratoire dont 75 % pour le compte de l’AFLD.
En parallèle, le laboratoire conduit des travaux de recherche pour évaluer de nouvelles approches, tester la détection de potentiels futurs produits dopants, rechercher de nouveaux biomarqueurs… Parmi les avancées scientifiques que l’on doit aux équipes du laboratoire de Châtenay-Malabry, on peut citer les mises au point du test de détection des corticoïdes exogènes en 1999, du test urinaire de détection de l’EPO recombinante en 2000, du test de détection de l’EPO 3e génération CERA en 2008 ou encore l’amélioration de la méthode de détection des microdoses d’EPO en 2019.

#### Jeux Olympiques d'été de Paris 2024
Ce laboratoire, seul accrédité par l'Agence mondiale antidopage en France, est habilité à analyser les prélèvements urinaires et sanguins effectués sur les sportifs. Le nombre de prélèvements est estimé à 6 000  et 2 000 autres pendant les Jeux paralympiques. Dominique Laurent, présidente de l'ALFD, annonce des effectifs supplémentaires pour la période des JO. 